# Родохлиб-Козловский, Константин Емельянович
Константин Емельянович Родохлиб-Козловский (ум. 1873) — российский археолог и архивист.

## Биография
О его детстве сведений практически не сохранилось, известно лишь, что окончив курс Императорском университете Святого Владимира в городе Киеве, он поступил на службу в Киевский центральный архив. Ещё будучи студентом, К. Е. Родохлиб-Козловский интересовался историческими вопросами и работал над ними, а поступив на службу и получив возможность пользоваться богатым историческим материалом, который заключается в документах Киевского центрального архива, он окончательно посвятил себя научно-исторической деятельности. 
В конце 1860-х годов К. Е. Родохлиб-Козловский был избран членом Киевской археологической комиссии, что ещё более расширило круг его деятельности. Сотрудничая в нескольких периодических изданиях он опубликовал в «Журнале Министерства народного просвещения» большой труд под заглавием: «Центральный архив и Археографическая комиссия в Киеве». Незадолго до своей смерти Родохлиб-Козловский поместил в «Русском мире» (ноябрь 1873 года) статью: «Евреи в Южной России», обратившую на себя большое внимание. 
В 1873 году, вследствие напряжённой работы работы, у него развилась скоротечная чахотка, и в первых числах декабря 1873 года Константин Емельянович Родохлиб-Козловский скончался и был похоронен в родном городе.